# فهرست فرودگاه‌ها بر پایه کد ایکائو: L
- ایکائو؛ (یاتا)؛ نام فرودگاه؛ مکان فرودگاه

فهرست فرودگاه‌ها بر پایه کد فرودگاهی ایکائو: A - B - C - D - E - F - G - H - I - J - K - L - M - N - O - P - Q - R - S - T - U - V - W - X - Y - Z
ببینید: فهرست فرودگاه‌ها بر پایه کد یاتا
نحوهٔ چینش اطلاعات:
- ایکائو؛ (یاتا)؛ نام فرودگاه؛ مکان فرودگاه

## LA –آلبانی
همچنین رده و فهرست را ببینید.
- LAFK – بالگردگاه تیرانا – تیرانا
- LAGJ – پایگاه هوایی جادر – Gjader
- LAKO – فرودگاه کرچی – کورچه
- LAKU – فرودگاه بین‌المللی شیخ زاید (کوکس) – کوکس
- LAKV – Kuçovë Air Base – کوچووه
- LASK – فرودگاه اشکودر – اشکودر (Shkodra)
- LASR – Sarandë Airport – سارانده (Saranda)
- LATI (TIA) – فرودگاه بین‌المللی مادر ترزای تیرانا – تیرانا
- LAVL – Vlorë Air Base – ولوره (Vlora)

## LB –بلغارستان
همچنین رده و فهرست را ببینید.
- LBBG (BOJ) – فرودگاه بورگاس (Sarafovo Airport) – بورگاس
- LBBR – پایگاه هوایی راونتس (military) – Ravnets, Burgas Province
- LBDB - دولنا بانیا (private)
- LBED – Erden (private)
- LBGO (GOZ) – فرودگاه گرنا اوریاهویتسا – گورنا اوریاهوویتسا
- LBHS (HKV) – پایگاه هوایی اوزوندژوو (military) – هاسکوفو
- LBIA (JAM) – پایگاه هوایی بزمر (military) – Bezmer, Yambol Province
- LBKJ – Kyrdjali
- LBKK – Kazanlyk
- LBLS – Lesnovo (private)
- LBMG – پایگاه هوایی گابرونیتسا (military) – Gabrovnitsa (Gabrovnica)
- LBMM – مونتانا، بلغارستان
- LBPD (PDV) – فرودگاه پلوودیف – پلوودیو
- LBPG – پایگاه هوایی گرف ایگناتیوو (military) – Graf Ignatievo / پلوودیو
- LBPK – پرنیک
- LBPL (PVN) – Dolna Mitropolia Air Base (military) – Dolna Mitropoliia / پلون (بلغارستان)
- LBPR – پریمورسکو (private)
- LBPS – سادوفو / Cheshnigirovo
- LBRS (ROU) – فرودگاه روز – روسه، بلغارستان
- LBSD – پایگاه هوایی دابروسلاوتسی (military) – Dobroslavtsi (Dobroslavci)
- LBSF (SOF) – فرودگاه صوفیه (فرودگاه صوفیه) – صوفیه
- LBSL – Sliven Airfield (military) – اسلیون
- LBSS (SLS) – Silistra Airfield (military) – سیلیسترا
- LBSZ (SZR) – فرودگاه استارا زاگورا – استارا زاگورا
- LBTG – Bukhovtsi Airfield (military) – ترگوویشته، بلغارستان
- LBTV – Voden
- LBVD (VID) – Vidin Airfield (military) – ویدین
- LBWB – فرودگاه صحرایی بالچیک (military) – بالچیک
- LBWC – Chaika / وارنا
- LBWK – Kalimanci / وارنا
- LBWN (VAR) – فرودگاه وارنا – وارنا

## LC –قبرس
همچنین رده و فهرست را ببینید.
- LCEN (ECN) – فرودگاه بین‌المللی ارجان – نیکوزیا
- LCLK (LCA) – فرودگاه بین‌المللی لارناکا – لارناکا
- LCNC (NIC) – فرودگاه بین‌المللی نیکوزیا (abandoned) – نیکوزیا
- LCPH (PFO) – فرودگاه بین‌المللی پافوس – پافوس
- LCRA (AKT) – فرودگاه نیروی هوایی سلطنتی اکروتیری – آکراتاری و داکیلیا

## LD –کرواسی
همچنین رده و فهرست را ببینید.
- LDDA – Daruvar Airport – دارووار
- LDDD – Zagreb AFTN Airport – زاگرب
- LDDP – Ploče Airport – پلچه
- LDDU (DBV) – فرودگاه دوبروونیک – دوبروونیک
- LDLO (LSZ) – فرودگاه لوسینج – لوشینی
- LDOB – Borovo Airport – Borovo
- LDOC – Čepin Airport – Čepin
- LDOR – Slavonski Brod Airport – اسلاونسکی برد
- LDOS (OSI) – فرودگاه اوسیک – اوسییک
- LDPL (PUY) – فرودگاه پولا – پولا
- LDPM – Medulin Airport – Medulin
- LDPN – Unije Airport – Unije
- LDPV – Vrsar Airport – Vrsar
- LDRG – Grobničko Polje Airport – رییکا
- LDRI (RJK) – فرودگاه ریجکا – رییکا
- LDRO – Otočac Airport – اتچاتس
- LDSB (BWK) – فرودگاه بول – براچ
- LDSH – Hvar Airport – Hvar
- LDSP (SPU) – فرودگاه اسپلیت – اسپلیت
- LDSS – Sinj Airport – سینی، کرواسی
- LDVA – Varaždin Airport – واراژدین
- LDVC – Čakovec Airport – چاکوتس
- LDVK – Koprivnica Airport – کپریونیتسا
- LDZA (ZAG) – فرودگاه زاگرب – زاگرب
- LDZD (ZAD) – فرودگاه زادر – زادار
- LDZG – Zagreb City Airport – زاگرب
- LDZL – Zagreb Lučko Airport – زاگرب
- LDZO – Zagreb ACC Airport – زاگرب
- LDZU – Udbina Airport – یودبینا

## LE –اسپانیا
همچنین رده و فهرست را ببینید.
- LEAL (ALC) – فرودگاه آلیکانته (formerly فرودگاه آلیکانته) – آلیکانته
- LEAM (LEI) – فرودگاه آلمریا – آلمریا
- LEAS (OVD) – فرودگاه آستوریاس – آستوریاس
- LEBA (ODB) – فرودگاه کوردوبا – کوردوبا (اسپانیا)
- LEBB (BIO) – فرودگاه بیلبائو – بیلبائو
- LEBG (RGS) – فرودگاه بورگوس – بورگوس
- LEBL (BCN) – فرودگاه بارسلونا – بارسلون
- LEBZ (BJZ) – فرودگاه باداخوس – باداخوس
- LECD – فرودگاه لا سردانیا – Cerdanya
- LECN (CDT) – Castellón Airport – کاستلین
- LECO (LCG) – فرودگاه لاکرونیا – لاکرونیا
- LECU (MCV) – فرودگاه کواترو وینتوس – مادرید
- LEDS – فرودگاه کستلون-کوستا ازاهار – کاستلین
- LEGE (GRO) – فرودگاه جیرونا-کاستا براوا – خرنا
- LEGR (GRX) – فرودگاه فدریکو گارسیا لورکا – گرانادا
- LEGT – پایگاه هوایی ختافه – ختافه
- LEHC (HSK) – فرودگاه هوئسکا-پیرینس – هوئسکا
- LEIB (IBZ) – فرودگاه ایبیزا (اسپانیا) – ایبیزا، اسپانیا Island / ایبیزا، اسپانیا
- LEJR (XRY) – فرودگاه خرث – جرز د لا فرونترا / کادیس
- LELC (MJV) – فرودگاه مورسیا-سان یاویر – مورسیا / Cartagena، مورسیا
- LELL (QSA) – فرودگاه سبدلل – سابادل / کاتالونیا
- LELN (LEN) – فرودگاه لئون – لئون (اسپانیا) / کاستیا و لئون
- LELO (RJL) – فرودگاه لوگرونو-آگونسیلو – لگرنیو / اگونسیلو، لا ریوجا
- LEMD (MAD) – فرودگاه مادرید-باراخاس – مادرید
- LEMG (AGP) – فرودگاه مالاگا – مالاگا / Agripina / Torremolinos، ماربلا، Fuengirola
- LEMH (MAH) – فرودگاه منورکا – مینرکا، لوئیزیانا، مائ / جزایر بالئاری
- LEPA (PMI) – فرودگاه پالما دو مالروکا (or فرودگاه پالما دو مالروکا) – پالما د مایورکا
- LEPP (PNA) – فرودگاه پامپلونا – پامپلونا / پامپلونا
- LERE – Requena Aerodrome بایگانی‌شده  در ۲۰۱۲-۱۰-۱۲ توسط Wayback Machine – Requena / والنسیا
- LERI – Alcantarilla Base Aérea – آلکانتارییا / مورسیا / Militar
- LERJ (RJL) – فرودگاه لوگرونو-آگونسیلو – لگرنیو، استان لاریخا
- LERL (CQM) – فرودگاه سیوداد ریل سنترال - سیوداد رئال
- LERS (REU) – فرودگاه رئوس – رئوس / تاراگونا / Costa Daurada
- LERT (ZXÀ) - فرودگاه بین‌المللی روتا (naval station) - Rota
- LESA (SLM) – فرودگاه سالامانکا – سالامانکا, Spain
- LESB – فرودگاه سان بونت – پالما د مایورکا
- LESL – فرودگاه سن لویس – مینرکا، لوئیزیانا، جزایر بالئاری
- LESO (EAS) – فرودگاه سان سباستین – سن سباستین - سن سباستین، استان گیپوسکوا
- LEST (SCQ) – فرودگاه سانتیاگو د کمپوستلا – سانتیاگو د کمپوستلا، گالیسیا
- LETO (TOJ) – فرودگاه مادرید-تورخون – مادرید
- LEVC (VLC) – فرودگاه والنسیا – Valencia / Manises / Costa del Azahar
- LEVD (VLL) – فرودگاه والادولید – والادولید
- LEVT (VIT) – فرودگاه ویتوریا – بیتوریا، استان آلابا
- LEVX (VGO) – فرودگاه فیگو-پینادور – ویگو، گالیسیا
- LEXJ (SDR) – فرودگاه سانتاندر – سانتاندر / استان کانتابریا
- LEZG (ZAZ) – فرودگاه ساراگوسا – ساراگوسا / آراگون
- LEZL (SVQ) – فرودگاه سن پابلو – سبیا

## LF –فرانسه
همچنین رده و فهرست را ببینید.
- LFAB (DPE) – Dieppe - Saint-Aubin Airport – دیئپ، سنه مریتیم
- LFAC (CQF) – فرودگاه کلی–دانکرک – کاله (فرانسه)، دونکرک
- LFAD (XCP) – Compiègne - Margny Airport – کومپینی
- LFAE – Eu Mers - Le Tréport Airport – Eu، Le Tréport
- LFAF (XLN) – Laon - Chambry Airport – لان
- LFAG (XSJ) – فرودگاه پرون سن کوئنتن – Péronne
- LFAI – Nangis - Les Loges Airport – Nangis
- LFAJ – Argentan Airport – ارژانتان
- LFAK (XDK) – فرودگاه دانکرک – لس مویرس – دونکرک
- LFAL – La Flèche – Thorée Les Pins Airport – لافلش
- LFAM – Berck-sur-Mer Airport – Berck-sur-Mer
- LFAO – Bagnoles-de-l'Orne Airport – Bagnoles-de-l'Orne
- LFAP – Rethel - Perthes Airport – رتل
- LFAQ – فرودگاه آلبرت – پیکردی – Albert
- LFAR – Montdidier Airport – Montdidier
- LFAS – Falaise - Monts d'Eraines Airport – Falaise
- LFAT (LTQ) – فرودگاه له توکوئه - کوت دوپاله – لو توکه
- LFAU – Vauville Airport – Vauville
- LFAV (XVS) – فرودگاه ولنسینس-دناین – والنسین
- LFAW – Villerupt Airport – Villerupt
- LFAX – Mortagne-au-Perche Airport – مورتانی-او-پرش
- LFAY (QAM) – فرودگاه امیانز – گلیسی – امیان
- LFAZ (SBK) – Saint-Brieuc Airport – سن بریوک
- LFBA (AGF) – فرودگاه لاگارن – اژان
- LFBD (BOD) – فرودگاه بوردو–مریگناک – بوردو (فرانسه)
- LFBE (EGC) – فرودگاه برژراک دردونژ پریگورد – برژراک
- LFBG (CNG) – پایگاه هوایی کونیک–چاتاوبرنارد – Cognac
- LFBH (LRH) – فرودگاه لا روشل – ایل دو ر – لا روشل
- LFBI (PIS) – فرودگاه پولیتیه بیار – پواتیه
- LFBJ – Saint-Junien - Airport – Saint-Junien
- LFBK (MCU) – فرودگاه مونلوسون – گره – مونلوسون
- LFBL (LIG) – فرودگاه لیموگس - بلگراد – لیموژ
- LFBM (XMJ) – Mont-de-Marsan Airport – مون-دو-مارسان
- LFBN (NIT) – Niort - Souche Airport – نیور
- LFBO (TLS) – فرودگاه تولوز-بلانیاک – تولوز
- LFBP (PUF) – فرودگاه پائو پیرنه – پو (فرانسه)، پیرنه
- LFBR – Muret - Lherm Airport – موره، Lherm
- LFBS – Biscarrosse - Parentis Airport – Biscarrosse
- LFBT (LDE) – فرودگاه تارب-لورد-پیرنه – تارب
- LFBU (ANG) – فرودگاه انگولم – بری – چامپنیرس – آنگولم
- LFBV (BVE) – فرودگاه بریو – لا روچ – بریو لگیرد
- LFBX (PGX) – فرودگاه پریژیو باسیاک – پقیگو
- LFBY (XDA) – Dax - Seyresse Airport – دکس، لاند
- LFBZ (BIQ) – فرودگاه بیاریتس – انگلت – بییون – بیاریتز، بایون، آنگله
- LFCA (XCX) – Châtellerault – Targé Airport – شته لورو
- LFCB – Bagnères-de-Luchon Airport – Bagnères-de-Luchon
- LFCC (ZAO) – Cahors Lalbenque Airport – کئور
- LFCD – Andernos-les-Bains Airport – اندرناس-ل-بنز
- LFCE (XGT) – Guéret – Saint-Laurent Airport – ژوئر
- LFCF – Figeac Livernon Airport – فیژاک
- LFCG – Saint-Girons Antichan Airport – Saint-Girons
- LFCH (XAC) – فرودگاه آرکاشون – لتست دو بوک – آرکاشون
- LFCI (LBI) – Albi – Le Sequestre Airport – البی
- LFCJ – Jonzac – Neulles Airport – ژونزاک
- LFCK (DCM) – فرودگاه کستر–مازامت – کستر، Mazamet
- LFCL – فرودگاه تولوز-لزبورد – تولوز
- LFCM – Millau-Larzac Airport – مییو
- LFCN – Nogaro Airport – Nogaro
- LFCO – Oloron – Herrère Airport – اولورون-سنت-ماری
- LFCP – Pons – Avy Airport – Pons
- LFCQ – Graulhet – Montdragon Airport – Graulhet
- LFCR (RDZ) – فرودگاه رودز-مارسیلاس – ردز
- LFCS – Bordeaux – Léognan – Saucats Airport – بوردو (فرانسه)
- LFCT – Thouars Airport – Thouars
- LFCU – Ussel – Thalamy Airport – Ussel، Thalamy
- LFCV – Villefranche-de-Rouergue Airport – Villefranche-de-Rouergue
- LFCW – Villeneuve-sur-Lot Airport – وی نو سورلو
- LFCX – Castelsarrazin – Moissac Airport – کاستلسارازن
- LFCY (RYN) – Royan – Medis Airport – رویان (فرانسه)
- LFCZ – Mimizan Airport – Mimizan
- LFDA – Aire-sur-l'Adour Airport – ایری-سو-الدور
- LFDB (XMW) – Montauban Airport – مونتوبان
- LFDC – Montendre – Marcillac Airport – Montendre
- LFDE – Egletons Airport – Égletons
- LFDF – Sainte-Foy-la-Grande Airport – Sainte-Foy-la-Grande
- LFDG – Gaillac – Lisle-sur-Tarn Airport – Gaillac
- LFDH – Auch – Lamothe Airport – اش، فرانسه
- LFDI (XLR) – Libourne – Artigues-de-Lussac Airport – لیبورن
- LFDJ – Pamiers – Les Pujols Airport – پامیه
- LFDK – Soulac-sur-Mer Airport – Soulac-sur-Mer
- LFDL – Loudun Airport – Loudun
- LFDM – فرودگاه مارماند – ویرازیل – مارماند
- LFDN (RCO) – Rochefort – Saint-Agnant Airport – روشفو، شارانت-ماریتیم
- LFDP – Saint-Pierre-d'Oléron Airport – Saint-Pierre-d'Oléron
- LFDQ – Castelnau-Magnoac Airport – Castelnau-Magnoac
- LFDR – La Réole – Floudes Airport – لا رئول
- LFDS (XSL) – Sarlat – Domme Airport – سارلا-لا-کاندا
- LFDT – Tarbes – Laloubère Airport – تارب
- LFDU – Lesparre – Saint-Laurent-de-Médoc Airport – لسپار-مدوک
- LFDV – Couhé – Vérac Airport – Couhé
- LFDW – Chauvigny Airport – Chauvigny
- LFDX – Fumel – Montayral Airport – Fumel
- LFDY – Bordeaux – Yvrac Airport – بوردو (فرانسه)
- LFEA – Belle Île Airport – Belle Île
- LFEB – Dinan Trelivan Airport – دینان، فرانسه
- LFEC – Ouessant Airport – Ouessant
- LFED – Pontivy Airport – پونتیوی
- LFEF (XAM) – Amboise Dierre Airport – امبوز
- LFEG – Argenton-sur-Creuse Airport – Argenton-sur-Creuse
- LFEH – Aubigny-sur-Nère Airport – Aubigny-sur-Nère
- LFEI – Briare Châtillon Airport – Briare
- LFEJ – Châteauroux Villers Airport – شاتورو
- LFEK – Issoudun Le Fay Airport – ایسودن
- LFEL – Le Blanc Airport – ل بلانک
- LFEM – Montargis Vimory Airport – Montargis
- LFEN – Tours Sorigny Airport – تور (فرانسه)
- LFEO (XSB) – Saint-Servan Airport – سن-مالو
- LFEP – Pouilly Maconge Airport – پویلی-آن-اکسوا
- LFEQ – Quiberon Airport – Quiberon
- LFER (XRN) – Redon Bains-sur-Oust Airport – ردون-ایله-ویلن
- LFES – Guiscriff Scaer Airport – Guiscriff
- LFET – Til-Châtel Airport – Til-Châtel
- LFEU (XBD) – Bar-le-Duc Airport – بار-لو-دوک
- LFEV – Gray Saint-Adrien Airport – Gray
- LFEW – Saulieu Liernais Airport – Saulieu
- LFEX – Nancy Azelot Airport – نانسی
- LFEY (IDY) – فرودگاه ایل دیو – Île d'Yeu
- LFEZ – Nancy Malzeville Airport – نانسی
- LFFB – Buno Bonnevaux Airport – Buno
- LFFC – Mantes Cherence Airport – مانت-اژولی
- LFFD – فرودگاه سنت اندرتی د ل ور – Saint-André-de-l'Eure
- LFFE – Enghien Moisselles Airport – آنگیین ''(ادنژان)''
- LFFG – La Ferté-Gaucher Airport – La Ferté-Gaucher
- LFFH (XCY) – فرودگاه چاتاو-تهیری بلاو – چاتاو-تهیری
- LFFI – Ancenis Airport – انسینیس
- LFFJ – Joinville Mussey Airport – Joinville
- LFFK – Fontenay-le-Comte Airport – فونتنه-لو-کنت
- LFFL – Bailleau-Armenonville Airport – Bailleau-Armenonville
- LFFM – Lamotte-Beuvron Airport – Lamotte-Beuvron
- LFFN – Brienne-le-Château Airport – Brienne-le-Château
- LFFP – Pithiviers Airport – Pithiviers
- LFFQ – La Ferté-Alais Airport – La Ferté-Alais
- LFFR – Bar-sur-Seine Airport – Bar-sur-Seine
- LFFT – Neufchateau Rouceux Airport – Neufchâteau
- LFFU – Châteauneuf-sur-Cher Airport – Châteauneuf-sur-Cher
- LFFV (XVZ) – Vierzon Mereau Airport – ویرزون
- LFFW – Montaigu – Saint-Georges Airport – Montaigu
- LFFX – Tournus Cruisery Airport – Tournus
- LFFY – Étrépagny Airport – Étrépagny
- LFFZ – Sézanne – Saint-Remy Airport – Sézanne
- LFGA (CMR) – Colmar Houssen Airport – کولمر
- LFGB – فرودگاه مولهاوس-هابشیم – مولوز
- LFGC – Strasbourg Neuhof Airport – استراسبورگ
- LFGD – Arbois Airport – Arbois
- LFGE – Avallon Airport – اولن (کمون)
- LFGF (XBV) – Beaune Challanges Airport – بون
- LFGG – Belfort Chaux Airport – بلفور
- LFGH – Cosne-sur-Loire Airport – Cosne-Cours-sur-Loire
- LFGI – Dijon Darois Airport – دیژون
- LFGJ (DLE) – فرودگاه دول–یورا – دول، ژورا
- LFGK – Joigny Airport – Joigny
- LFGL (XLL) – Lons-le-Saunier Courlaoux Airport – لنس-لو-سنیی
- LFGM – Montceau-les-Mines Pouilloux Airport – Montceau-les-Mines
- LFGN – Paray-le-Monial Airport – Paray-le-Monial
- LFGO – Pont-sur-Yonne Airport – Pont-sur-Yonne
- LFGP – Saint-Florentin Cheu Airport – Saint-Florentin
- LFGQ – Semur-en-Auxois Airport – سمور-ان-اوگزوا
- LFGR – فرودگاه دونکورت-لس-کونفلانس – دونکورت-لس-کونفلانس
- LFGS – Longuyon Villette Airport – Longuyon
- LFGT – Sarrebourg Buhl Airport – Sarrebourg
- LFGU – Sarreguemines Neunkirch Airport – سرگمین
- LFGV (XTH) – Thionville Yutz Airport – تیون ویل
- LFGW (XVN) – فرودگاه وردون-ل‌زولیر – وردون
- LFGX – Champagnole Crotenay Airport – Champagnole
- LFGY (XTD) – Saint-Dié Remomeix Airport – سنت دی
- LFGZ – Nuits-Saint-Georges Airport – نویی-سن-ژرژ
- LFHA – Issoire Le Broc Airport – Issoire
- LFHC – Pérouges Meximieux Airport – پروژ
- LFHD – Pierrelate Airport – Pierrelatte
- LFHE – Romans Saint-Paul Airport – رمن- سور-ایزر
- LFHF – Ruoms Airport – Ruoms
- LFHG – Saint-Chamond L'Horme Airport – سن-شامون
- LFHH (XVI) – Vienne Reventin Airport – وین، ایزر
- LFHI – Morestel Airport – Morestel
- LFHJ – Lyon Corbas Airport – لیون
- LFHL – Langogne Lesperon Airport – Langogne
- LFHM (MVV) – پایگاه هوایی مگوو – مگوو
- LFHN (XBF) – Bellegarde Vouvray Airport – Bellegarde
- LFHO (OBS) – Aubenas Ardèche Méridionale Aerodrome – اوبناس
- LFHP (LPY) – فرودگاه لپای لودس – لو پوی-آن-ولی
- LFHQ – Saint-Flour Coltines Airport – Saint-Flour
- LFHR – Brioude Beaumont Airport – بریود
- LFHS (XBK) – فرودگاه بورگ سیزریات – بورگ-آن-برس
- LFHT – Ambert Le Poyet Airport – امبرت
- LFHU (AHZ) – فرودگاه آلپ دئوز – L'Alpe d'Huez
- LFHV (XVF) – فرودگاه ویلفرانش-تارار – Tarare
- LFHW – Belleville Villié-Morgon Airport – Belleville, Rhône
- LFHX – Lapalisse Périgny Airport – Lapalisse
- LFHY (XMU) – فرودگاه مولینس– مونتبوگنی – مولن، الیه
- LFHZ (XSN) – فرودگاه سالانش – سالانش
- LFIB – Belvès Saint-Pardoux Airport – بلوس (روستا)
- LFID – Condom Valence-sur-Baïse Airport – Condom
- LFIF – Saint-Affrique Belmont Airport – Saint-Affrique
- LFIG – Cassagnes-Béghonès Airport – Cassagnes-Bégonhès
- LFIH – Chalais Airport – Chalais
- LFIK – Ribérac Saint-Aulaye Airport – Ribérac
- LFIL – Rion-des-Landes Airport – Rion-des-Landes
- LFIM – Saint-Gaudens Montrejeau Airport – سن گودن
- LFIO (XYT) – Toulouse-Montaudran Airport – Toulouse-Montaudran
- LFIP – Peyresourde Balestas Airport – Peyresourde
- LFIR – Revel Montgey Airport – Revel
- LFIS - فرودگاه سنت اینگلورت - Saint-Inglevert
- LFIT – Toulouse Bourg-Saint-Bernard Airport – تولوز
- LFIV – Vendays-Montalivet Airport – وندیس منتلیوت
- LFIX – Itxassou Airport – Itxassou
- LFIY – Saint-Jean-d'Angély Airport – Saint-Jean-d'Angély
- LFJA – پایگاه هوایی چاومونت-سموتیرس – شومون، اوت مارن
- LFJB – Mauléon Airport – Mauléon
- LFJC – Clamecy Airport – Clamecy
- LFJD – فرودگاه کورلیه – کورلیه
- LFJE – La Motte-Chalancon Airport – La Motte-Chalancon
- LFJF – Aubenasson Airport – Aubenasson
- LFJH – Cazères Palaminy Airport – Cazères
- LFJI – Marennes Airport – Marennes
- LFJL (ETZ) – فرودگاه متز-نانسی-لورن – مس، فرانسه
- LFJR (ANE) – فرودگاه آنجرز – لوار – آنژه
- LFJS (XSS) – Soissons Courmelles Airport – سوآسون
- LFJT – Tours Le Louroux Airport – تور (فرانسه)
- LFJU – Lurcy Levis Airport – لورسی
- LFKA (XAV) – فرودگاه آلبرت‌ویل – آلبرت‌ویل
- LFKB (BIA) – فرودگاه باستیا – پورتا – باستیا
- LFKC (CLY) – فرودگاه کلوی–سینت-کاترین – Calvi
- LFKD – Sollières-Sardières Airport – Sollières-Sardières
- LFKE – Saint-Jean-en-Royans Airport – Saint-Jean-en-Royans
- LFKF (FSC) – فرودگاه فیگاری ساد-کورسه – فیگاری
- LFKG – فرودگاه گیزوناسا آلزیتونه – گیزوناسا
- LFKH – Saint-Jean-d'Avelanne Airport – Saint-Jean-d'Avelanne
- LFKJ (AJA) – فرودگاه آیاتچو – ناپلئون بنوپارت – آژاکسیو
- LFKL – Lyon Brindas Airport – لیون
- LFKM – Saint-Galmier Airport – Saint-Galmier
- LFKO – Propriano Airport – Propriano
- LFKP – La Tour-du-Pin Cessieu Airport – La Tour-du-Pin
- LFKR - Saint-Rémy-de-Maurienne Airport - Saint-Rémy-de-Maurienne
- LFKS (SOZ) – Solenzara Airport – Solenzara
- LFKT – Corte Airport – Corte
- LFKX (MFX) – فرودگاه مریبل – Méribel
- LFKY – Belley Peyrieu Airport – بلی
- LFKZ (XTC) – Saint-Claude Pratz Airport – Saint-Claude
- LFLA (AUF) – Auxerre Branches Airport – اگزر
- LFLB (CMF) – فرودگاه شامبری ساووی – شامبری، اکس له بن
- LFLC (CFE) – فرودگاه کلرمون فران اوورن – کلرمون فران
- LFLD (BOU) – فرودگاه بورژ – بورژ
- LFLE – فرودگاه شامبری – شامبری
- LFLG – فرودگاه گرنوبل-ل ورسود – گرونوبل
- LFLH (XCD) – فرودگاه شالون-سور-سون – شالون-سور-سون
- LFLI (QNJ) – فرودگاه انومس – انومس
- LFLJ (CVF) – فرودگاه کورشول – کورشول
- LFLK – Oyonnax Arbent Airport – اویونکس
- LFLL (LYS) – فرودگاه لیون-سینت اگزوپری (formerly Satolas Airport) – لیون
- LFLM (QNX) – Mâcon Charnay Airport – ماکن
- LFLN (SYT) – فرودگاه سنت یان – Saint-Yan
- LFLO (RNE) – Roanne Renaison Airport – روآن
- LFLP (NCY) – فرودگاه انسی – اووتساوا – مونت بلنک – انسی (فرانسه)
- LFLQ (XMK) – Montélimar Ancone Airport – مونتلیمر
- LFLR – Saint-Rambert-d'Albon Airport – Saint-Rambert-d'Albon
- LFLS (GNB) – فرودگاه گرنوبل-ایزره – گرونوبل
- LFLT – Montluçon – Domérat Airport – مونلوسون
- LFLU (VAF) – فرودگاه ولنس-چابئویل – ولانس، دروم
- LFLV (VHY) – فرودگاه ویشی چارملی – ویشی
- LFLW (AUR) – فرودگاه اوریاک – اوریاک
- LFLX (CHR) – Châteauroux-Déols Airport – شاتورو، Déols
- LFLY (LYN) – فرودگاه لیون-برون – لیون
- LFLZ – Feurs – Chambéon Airport – Feurs
- LFMA – فرودگاه اکس‌آن‌پروانس – Aix-les-Milles
- LFMC – فرودگاه ل لوس ل کنت – ل لوک
- LFMD (CEQ) – فرودگاه کن – ماندلیو – کن (فرانسه)
- LFME – Nîmes Courbessac Airport – نیم
- LFMF – فرودگاه صحرایی فاینس تورتس – Fayence
- LFMG – La Montagne Noire Airport – La Montagne Noire
- LFMH (EBU) – فرودگاه سنت تی‌تینن – بوتئون – سن-اتین
- LFMI (QIE) – پایگاه هوایی ایسترس-ل – ایستر
- LFMK (CCF) – فرودگاه کارکاسون – کارکاسون
- LFML (MRS) – فرودگاه استانی مارسی – مارسی
- LFMM (QXB) – Marseille FIR – اکس‌آن‌پروانس
- LFMN (NCE) – فرودگاه نیس کوت دازور – نیس
- LFMO (XOG) – Orange Caritat Airport – اورانژ، ووکلوز
- LFMP (PGF) – فرودگاه پرپینیان-ریوسالت – پرپینان
- LFMQ (CTT) – Le Castellet Airport – Le Castellet
- LFMR (BAE) – فرودگاه بارسلونت-سینت-پونس – بارسلونت
- LFMS (XAS) – Alès Deaux Airport – آلس
- LFMT (MPL) – فرودگاه مونپلیه - مدیترانه – مون‌پلیه
- LFMU (BZR) – فرودگاه بیزیرس کپ داگد – بزیه
- LFMV (AVN) – فرودگاه اوینی–کومونت – اوینیون
- LFMW – Castelnaudary - Villeneuve Airport – کاستلنوداری
- LFMX – Château-Arnoux-Saint-Auban Airport – Château-Arnoux-Saint-Auban
- LFMZ – Lézignan-Corbières Airport – Lézignan-Corbières
- LFNA (GAT) – Gap Tallard Airport – گپ، پروانس آلپ-کوت دازور
- LFNB (MEN) – Mende Brenoux Airport – Mende
- LFNC – Mont-Dauphin Saint-Crépin Airport – Mont-Dauphin
- LFND – Pont-Saint-Esprit Airport – Pont-Saint-Esprit
- LFNE – Salon Eyguières Airport – سلون دو پروانس
- LFNF – Vinon Airport – Vinon
- LFNG – Montpellier Candillargues Airport – مون‌پلیه
- LFNH – Carpentras Airport – کرپانتره
- LFNJ – Aspres-sur-Buëch Airport – Aspres-sur-Buëch
- LFNL – Saint-Martin-de-Londres Airport – Saint-Martin-de-Londres
- LFNO – Florac Sainte-Enimie Airport – فلراک
- LFNP – Pézenas Nizas Airport – Pézenas
- LFNQ (QZE) – Mont-Louis La Quillane Airport – Mont-Louis
- LFNR – Berre La Fare Airport – Berre
- LFNS – Sisteron Thèze Airport – Sisteron
- LFNT – Avignon Pujaut Airport – اوینیون
- LFNU – Uzès Airport – اوزه
- LFNV – Valréas Visan Airport – Valréas
- LFNW – Puivert Airport – Puivert
- LFNX – Bédarieux La Tour-sur-Orb Airport – Bédarieux
- LFNZ – Le Mazet-de-Romanin Airport – Le Mazet
- LFOB (BVA) – فرودگاه باووایس-تیلی – بووه
- LFOC – پایگاه هوایی چاتاودون – چاتاودون
- LFOD (XSU) – Saumur Saint-Florent Airport – سومور
- LFOE (EVX) – Évreux Fauville Airport – اورو
- LFOF (XAN) – Alençon Valframbert Airport – الانسون
- LFOG – Flers Saint-Paul Airport – Flers
- LFOH (LEH) – فرودگاه ل هور کتویل – لو آور
- LFOI (XAB) – فرودگاه ابیویل – بویگنی-ساینت-ماکلوو – ابوویل
- LFOJ (ORE) – پایگاه هوایی اورلئانز – اورلئان
- LFOK (XCR) – فرودگاه شالون واتری – شالون-آن-شامپاین
- LFOL – L'Aigle Saint-Michel Airport – L'Aigle
- LFOM – فرودگاه لسای – لسای
- LFON – فرودگاه ورنویلت – درو، فرانسه
- LFOO (LSO) – Les Sables-d'Olonne Talmont Airport – Les Sables-d'Olonne
- LFOP (URO) – فرودگاه روان – روان (فرانسه)
- LFOQ (XBQ) – Blois Le Breuil Airport – بلوآ
- LFOR (QTJ) – فرودگاه شارتر شمفول – شارتر
- LFOS – Saint-Valery Vittefleur Airport – Saint-Valery
- LFOT (TUF) – فرودگاه تور وال دو لوآر – تور (فرانسه)
- LFOU (CET) – Cholet Le Pontreau Airport – شوله
- LFOV (LVA) – Laval Entrammes Airport – لاوال
- LFOW – Saint-Quentin Roupy Airport – سن کانتن، ازن
- LFOX – Étampes – Montdésir Airport – اتامپ
- LFOY – Le Havre Saint-Romain Airport – لو آور
- LFOZ – فرودگاه هتل اورلئانز سن دنیس – اورلئان
- LFPA – فرودگاه پرسان-بومون – Persan، Beaumont
- LFPB (LBG) – فرودگاه پاریس – لو بورژ – Paris
- LFPC (CSF) – Creil Airport – کخیی
- LFPD (XBX) – Bernay Saint-Martin Airport – برنی، ار
- LFPE – Meaux Esbly Airport – مو، فرانسه
- LFPF – Beynes Thiverval Airport – Beynes
- LFPG (CDG) – فرودگاه پاری-شارل-دو-گل (Roissy Airport) – Paris
- LFPH – Chelles Le Pin Airport – شل، سنه مرن
- LFPI – Paris Issy-les-Moulineaux Airport – Paris
- LFPK – فرودگاه کولومیر-ووازن – Coulommiers
- LFPL (XLG) – Lognes Emerainville Airport – Lognes
- LFPM – پایگاه هوایی ملام ویلاروچ – مولن
- LFPN (TNF) – فرودگاه توسو-لو-نوبل – توسو-لو-نوبل
- LFPO (ORY) – فرودگاه اورلی – اورلی (near Paris)
- LFPP – Le Plessis-Belleville Airport – Le Plessis-Belleville
- LFPQ – Fontenay Tresigny Airport – Fontenay-Trésigny
- LFPT (POX) – فرودگاه آبی پونتواز کورمی – پونتوآز
- LFPU – Moret Episy Airport – Moret-sur-Loing
- LFPV – پایگاه هوایی ولیزی - ویاکوبلای – ولیزی ویئکوبله
- LFPX – Chavenay Villepreux Airport – Chavenay
- LFPY – پایگاه هوایی بروتنی سور اورژ – بروتنی سور اورژ
- LFPZ – Saint-Cyr-l'École Airport – Saint-Cyr-l'École
- LFQA – فرودگاه رمی-پرونه – رنس
- LFQB (QYR) – فرودگاه تروآ – تروای
- LFQC – فرودگاه لونیوله-کرویزماره – لونه‌ویل
- LFQD (QRV) – فرودگاه ارس – روکلین‌کورت – آراس
- LFQF – Autun Bellevue Airport – اوتن
- LFQG (NVS) – Nevers Fourchambault Airport – نورس
- LFQH – Châtillon-sur-Seine Airport – Châtillon-sur-Seine
- LFQI (XCB) – Cambrai Epinoy Airport – کمبره
- LFQJ (XME) – Maubeuge Elesmes Airport – موبوژ
- LFQK – Châlons Écury-sur-Coole Airport – شالون-آن-شامپاین
- LFQL (XLE) – Lens Benifontaine Airport – لان، پدو کله
- LFQM – Besançon La Veze Airport – بزانسون
- LFQN (XSG) – Saint-Omer Wizernes Airport – سن-اومر
- LFQO – Lille Marcq-en-Baroeul Airport – لیل (فرانسه)
- LFQQ (LIL) – فرودگاه لیله – لیل (فرانسه)
- LFQR – Romilly-sur-Seine Airport – Romilly-sur-Seine
- LFQS – فرودگاه ویتری-آن-آرتوا – ویتری-آن-آرتوا
- LFQT (HZB) – Merville Calonne Airport – Merville / ازبروک
- LFQU – Sarre-Union Airport – سار-اونیون
- LFQV (XCZ) – Charleville-Mézières Airport – شارلویل-مزیر
- LFQW (XVO) – Vesoul Frotey Airport – وسول
- LFQX – Juvancourt Airport – Juvancourt
- LFQY – Saverne Steinbourg Airport – ساورن
- LFQZ – Dieuze Gueblange Airport – Dieuze
- LFRA (ANE) – Angers Avrille Airport – آنژه (closed in 2003)
- LFRB (BES) – فرودگاه برست برتانی – برست
- LFRC (CER) – فرودگاه شربورگ ماوپرتوس – شربورگ-اکتوویل
- LFRD (DNR) – فرودگاه دینارد پلورتویت ساینت-مالو – دینرد
- LFRE (LBY) – La Baule-Escoublac Airport – لا بول-اسکوبلاک
- LFRF (GFR) – فرودگاه گرنویل – Granville
- LFRG (DOL) – فرودگاه دوویل سنت-گیشن – دوویل
- LFRH (LRT) – فرودگاه لورینت بریتنی جنوبی – لوریان
- LFRI (EDM) – La Roche-sur-Yon Les Ajoncs Airport – لا روش-سور-یون
- LFRJ (LDV) – Landivisiau Airport – لاندیویزیو
- LFRK (CFR) – فرودگاه کائن – کرپیکه – کان (فرانسه)
- LFRM (LME) – Le Mans Arnage Airport – لو مان (فرانسه)
- LFRN (RNS) – فرودگاه رن - سن-ژاک – رن
- LFRO (LAI) – فرودگاه لانیون کوته د گرنیت – لانیون
- LFRP – Ploermel Loyat Airport – Ploërmel
- LFRQ (UIP) – فرودگاه کویمپر – کارنوآیل – کویمپر
- LFRS (NTE) – فرودگاه نانت آتلانتیک (formerly Aéroport Château Bougon) – نانت
- LFRT (SBK) – فرودگاه سنت بریوک – ارمر – سن بریوک
- LFRU (MXN) – فرودگاه مورلیکس – پلوجین – مورلیکس
- LFRV (VNE) – فرودگاه موکون – وان (فرانسه)
- LFRW – Avranches Le Val Saint-Pere Airport – آورانشز
- LFRZ (SNR) – Saint-Nazaire Montoir Airport – سن-نزر
- LFSA (QBQ) – Besançon Thise Airport – بزانسون
- LFSB (BSL) – فرودگاه باسل-مولهووس-فریبورگ اروپا– مولوز, France / بازل، سوئیس– also IATA code MLH
- LFSD (DIJ) – پایگاه هوایی دیژون – دیژون
- LFSE – Épinal Dogneville Airport – اپینال
- LFSF (MZM) – Metz Frescaty Airport – مس، فرانسه
- LFSG (EPL) – فرودگاه اپینال–میریکورت – اپینال
- LFSH – فرودگاه اگنو – اگنو
- LFSJ (XSW) – Sedan Douzy Airport – Sedan
- LFSK – Vitry-le-François Vauclerc Airport – Vitry-le-François
- LFSM (XMF) – پایگاه هوایی مونبلیار – کورسل – مونتبلیر
- LFSN (ENC) – فرودگاه نانسی-اسی – نانسی
- LFSP – فرودگاه پونترالیه – پونترالیه
- LFSQ (BOR) – Belfort Fontaine Airport – بلفور
- LFSR (RHE) – پایگاه هوایی رنس-شامپاین – رنس
- LFST (SXB) – فرودگاه استراسبورگ – استراسبورگ
- LFSU – Langres Rolampont Airport – لانگر
- LFSV – Pont-Saint-Vincent Airport – Pont-Saint-Vincent
- LFSW (XEP) – Épernay Plivot Airport – اپرنه
- LFSY (XCW) – Chaumont - La Vendue Airport – شومون، اوت مارن
- LFSZ (VTL) – Vittel Champ-de-Courses Airport – ویتل
- LFTB – Marignane Berre Airport – مرینین
- LFTF – Cuers Pierrefeu Airport – Cuers
- LFTH (TLN) – فرودگاه تولن-ایر – تولون (فرانسه)
- LFTM – Serres La Batie Montsaleon Airport – Serres-la-Batie
- LFTN – La Grand'Combe Airport – La Grand'Combe
- LFTP – Puimoisson Airport – Puimoisson
- LFTQ – Chateaubriant Pouance Airport – Châteaubriant
- LFTR – Toulon-St. Mandrier Heliport – Saint-Mandrier-sur-Mer
- LFTU (FRJ) – Frejus Saint-Raphael Airport – فرژو
- LFTW (FNI) – فرودگاه نیم آلس کامارگو چونس (Garons Airport) – نیم
- LFTZ (LTT) – فرودگاه لا موله – سن‌ترپی – La Mole
- LFXA – پایگاه هوایی امبریو-نن-بوگی – امبریو-ان-بوگی
- LFXB (XST) – Saintes Thenac Airport – سنت، شارانت-ماریتیم
- LFXM – Mourmelon Airport – Mourmelon
- LFXN (XNA) – Narbonne Airport – نربون
- LFXU – Les Mureaux Airport – لمورو
- LFYG – فرودگاه کمبرای-نیرگنیس – کمبره
- LFYR – Romorantin Pruniers Airport – Romorantin
- LFYS – Sainte-Léocadie Airport – Sainte-Léocadie

### سن پیر و میکلن
همچنین رده و فهرست را ببینید.
- LFVM (MQC) – فرودگاه میکولون – Miquelon
- LFVP (FSP) – فرودگاه سنت پیر – Saint-Pierre

## LG –یونان
همچنین رده و فهرست را ببینید.
- LGAG (AGQ) - فرودگاه آگرینیو - آگرینیو
- LGAL (AXD) – فرودگاه بین‌المللی الکساندروپولیس, "Dimokritos" (Democritus) – الکساندروپولیس
- LGAD (PYR) – پایگاه هوایی آندراویدا – Andravida
- LGAT (ATH) – فرودگاه بین‌المللی الینیکو (closed in 2001) – آتن
- LGAV (ATH) – فرودگاه بین‌المللی آتن – آتن (Athina)
- LGBL (VOL) – فرودگاه ملی نا انچیالوس – Nea Anchialos/ولس
- LGEL - Elfesis Airport - Elfesis/الوزیس
- LGHI (JKH) – فرودگاه ملی جزیره کایاس – خیوس
- LGHL (PKH) - فرودگاه پورتو چلی - Porto Cheli (closed in 2006, private), Argolis
- LGIK (JIK) – فرودگاه ملی جزیره ایکاریا – ایکاریا
- LGIO (IOA) – فرودگاه ملی یوآنینا – یوآنینا
- LGIR (HER) – فرودگاه بین‌المللی هراکلین – هراکلیون (Iraklion), کرت
- LGKA (KSO) – فرودگاه ملی کاستوریا – Kastoria
- LGKC (KIT) – فرودگاه ملی کیتیرا آیلند – کیثیرا (Kithira)
- LGKF (EFL) – فرودگاه بین‌المللی سفلوونیا – سفالونیا (Kefallinia, Cephallonia)
- LGKJ (KZS) – فرودگاه جزایر کاستلوریزو – Kastelorizo
- LGKL (KLX) – فرودگاه بین‌المللی کالاماتا – کالاماتا
- LGKN - فرودگاه کترونی - ماراتن (یونان)
- LGKO (KGS) – فرودگاه بین‌المللی جزیره کوس, "Ippokratis" (Hippocrates) – کوس
- LGKP (AOK) – فرودگاه ملی جزیره کارپتاس – Karpathos
- LGKR (CFU) – فرودگاه بین‌المللی کورفو – کورفو (Kerkyra, Kerkira)
- LGKS (KSJ) – فرودگاه جزایر کاسوس – Kasos (Kassos)
- LGKV (KVA) – فرودگاه بین‌المللی کاوالا – کاوالا
- LGKZ (KZI) – فرودگاه ملی کوزانی – کوزانی
- LGLM (LXS) – فرودگاه بین‌المللی لمنز – لیمنوس (Limnos)
- LGMK (JMK) – فرودگاه ملی جزیره میکناس – میکونوس (Mikonos)
- LGML (MLO) – فرودگاه ملی میلوس آیلند – میلوس
- LGMT (MJT) – فرودگاه بین‌المللی میتیلن, "Odysseas Elytis" – میتیلن (Mitilini), لزبوس
- LGNX (JNX) – فرودگاه ملی جزیره نکساس – Naxos
- LGPA (PAS) – فرودگاه ملی پاروس – پاروس
- LGPL (JTY) – فرودگاه ملی جزیره استیپالایا – Astypalaia
- LGPZ (PVK) – فرودگاه ملی اکتیون (فرودگاه ملی اکتیون) – پروزا
- LGRD (---) - فرودگاه رود ماریتسا - Maritsa, Rhodes
- LGRP (RHO) – فرودگاه بین‌المللی رود – رودس (Rhodos, Rodos)
- LGRX (GPA) – فرودگاه آراکسوس – Araxos
- LGSA (CHQ) – فرودگاه بین‌المللی خانیا, "Ioannis Daskalogiannis" – خانیا، کرت
- LGSK (JSI) – فرودگاه ملی جزیره اسکیاتوس – اسکیاتوس
- LGSM (SMI) – فرودگاه بین‌المللی سمس, "Aristarchos" – ساموس
- LGSO (JSY) – فرودگاه کلی جزیرخ سیروس – Syros (Siros)
- LGSP (SPJ) - فرودگاه اسپارتی - Sparti، Laconia
- LGSR (JTR) – فرودگاه ملی سانتورینی (تیرا) – سانتورینی (Thira)
- LGST (JSH) – فرودگاه عمومی سیتیا – سیتیا، کرت
- LGSY (SKU) – فرودگاه اسکایروس آیلد نشنال – Skyros (Skiros)
- LGTP - Tripolis Airport - تریپولی (یونان)
- LGTS (SKG) – فرودگاه بین‌المللی سالونیک – سالونیک
- LGTT - فرودگاه تاتوی - آتن، Decelea
- LGZA (ZTH) – فرودگاه بین‌المللی زاکینثوس – زاکینتوس (Zakinthos)

## LH –مجارستان
همچنین رده و فهرست را ببینید.
- LHBP (BUD) – فرودگاه بین‌المللی بوداپست فرنک لیست – بوداپست
- LHBS – Budaörs Airport – بودایاش
- LHDC (DEB) – فرودگاه بین‌المللی دبرسن – دبرسن
- LHDK – Dunakeszi Airport – دوناکسی
- LHDV - Dunaújváros Airport - دونائیوروش
- LHEC – Érsekcsanád Airport – Érsekcsanád
- LHEM – Esztergom Airport – استرگم
- LHFM – فرودگاه فرتوسزنتمیکلوس – فرتوزنتمیکلوس
- LHHH - Hármas-határ-hegy Airfield - بوداپست
- LHKD – Kecskéd Airport – Kecskéd
- LHKE – فرودگاه کچکه‌مت – کچکه‌مت
- LHKK – Kiskunlacháza Airport – Kiskunlacháza
- LHNY – فرودگاه نیرگیهازا – نیرگهزا
- LHOY – Őcsény Airport – Őcsény
- LHPA – Pápa Airport – پاپا
- LHPP (PEV) – فرودگاه بین‌المللی پچ-پاگونی – پچ (شهر مجارستان)
- LHPR (QGY) – بین‌المللی فرودگاه گیور-پر – گیور، Pér
- LHSA – Szentkirályszabadja Airport – Szentkirályszabadja
- LHSM (SOB) – فرودگاه بین‌المللی سالفرملیک – سارملک
- LHSN – پایگاه هوایی سلنوک – سلنوک
- LHSK (SFK) – فرودگاه سیوفوک-کیلیتی – Ságvár
- LHTA (TZR) – پایگاه هوایی تاسزار – Taszár
- LHTL – Tököl Airport – توکول
- LHUD - فرودگاه سگد - سگد

## LI –ایتالیا
همچنین رده و فهرست را ببینید.
- LIAF – فرودگاه فولینو – فولینو
- LIAP – فرودگاه ل‌اکویلا-پرتورو – لاکوئیلا
- LIAT – فرودگاه پونته درا – پونتدرا، استان پیزا
- LIAU – Capua Airport – کاپوآ
- LIBA – Amendola Air Force Base – فوجیا
- LIBC (CRV) – فرودگاه کروتون (Sant'Anna Airport) – کروتون
- LIBD (BRI) – فرودگاه باری – باری (ایتالیا)
- LIBF (FOG) – فرودگاه فوگیا «گینو لیسا» – فوجیا
- LIBG (TAR) – فرودگاه تارانتو-گروتالی – تارانتو
- LIBN (LCC) – Lecce Airport (military) – لچه
- LIBP (PSR) – فرودگاه آبروتزو – پسکارا
- LIBR (BDS) – فرودگاه کسال – بریندیسی
- LIBV – پایگاه هوایی جیویا دل کوله – جیویا دل کوله، استان باری
- LIBX – Martina Franca Air Force Base – Martina Franca، استان تارانتو
- LICA (SUF) – فرودگاه لامتزیا ترمه – لامتزیا ترمه، استان کاتانزارو
- LICB (CIY) – فرودگاه کومیسو – کومیزو، استان راگوسا
- LICC (CTA) – فرودگاه کاتانیا-فونتاناروسا – کاتانیا
- LICD (LMP) – فرودگاه لمپیدوسا – لامپدوسا، استان آگریجنتو
- LICG (PNL) – فرودگاه پانته لریا – پانتلریا، استان تراپانی
- LICJ (PMO) – فرودگاه پالرمو (Punta Raisi Airport) – پالرمو / فرودگاه پالرمو
- LICP – فرودگاه پالرمو بوکادیفالکو – پالرمو
- LICR (REG) – فرودگاه رجیو کالابریا – رجیو کالابریا
- LICT (TPS) – فرودگاه تراپانی-بیرجی (Birgi Airport) – تراپانی
- LICZ (NSY) – پایگاه هوایی سیگونلا (military) – لنتینی، استان سیراکوز
- LIDA – Asiago Airport – آسیاگو، استان ویچنزا
- LIDB (BLX) – فرودگاه بلونو – بلونو
- LIDE – Reggio Emilia Airport – رجو نل امیلیا
- LIDF – فرودگاه فانو – فانو، استان پزارو و اوربینو
- LIDG – Lugo di Romagna Airport – Lugo di Romagna، استان راونا
- LIDR (RAN) – Ravenna Airport – راونا
- LIDT (ZIA) – G. Caproni Airport (Mattarello Airport) – ترنتو
- LIDU – Carpi Budrione Airport – Carpi
- LIEA (AHO) – فرودگاه فرتیلیا (Alghero Airport) – آلگرو، استان ساساری
- LIED (DCI) – پایگاه هوایی دسیمومانو – دچیمومانو، استان کالیاری
- LIEE (CAG) – فرودگاه کگلیاری-الماس – کالیاری
- LIEO (OLB) – فرودگاه اولبیا - کاستا اسمرالدا – البیا
- LIER – فرودگاه اوریستانو- فنوزو – اوریستانو
- LIET (TTB) – فرودگاه تورتولی – تورتولی
- LILA – Alessandria Airport – آلساندریا
- LILE – Cerrione Airport – بیه لا
- LILG – Vergiate Airport – ورگیت، استان ورزه
- LILH – Rivanazzano Airport – وگرا، پاویا
- LILM – Casale Monferrato Airport – کازاله مونفراتو
- LILN (QVA) – Venegono Airport – ورزه
- LILQ - Massa Cinquale Airport – ماسا
- LILR – Migliaro Airport – کرمونا
- LILY – Como Idroscalo (water aereodrome) – کومو
- LIMA – Aeritalia Airport – تورین (Torino)
- LIMB – Bresso Airport – میلان
- LIMC (MXP) – فرودگاه میلانو مالپنسا – میلان
- LIME (BGY) – فرودگاه اوریو آل سریو – برگامو
- LIMF (TRN) – فرودگاه تورین کاسله (Torino Caselle Airport) – تورین (Torino)
- LIMG (ALL) – فرودگاه آلبنگا (C. Panero Airport) – البنگا، استان ساونا
- LIMJ (GOA) – فرودگاه کریستف کلمب جنوا (Sestri Airport) – جنوا (Genova)
- LIML (LIN) – فرودگاه لینیت – میلان
- LIMN – Cameri Air Force Base – کامری، استان نووارا
- LIMP (PMF) – فرودگاه پارما (G. Verdi Airport) – پارما
- LIMS – San Damiano Air Force Base – پیاچنزا
- LIMW (AOT) – فرودگاه ائوستا (Corrado Gex Airport) – ائوستا
- LIMZ (CUF) – فرودگاه کونو لوالدیگی – کونیو
- LIPA (AVB) – پایگاه هوایی اویانو – آویانو، استان پوردنونه
- LIPB (BZO) – Bolzano Dolomiti Airport – بولزانو، التو آدیجه
- LIPC – پایگاه نیروی هوایی سرویا – چرویا، استان راونا
- LIPD (UDN) – Campoformido Airport (military until 2008) – کامپوفورمیدو / اودینه
- LIPE (BLQ) – فرودگاه بلوونی گوگلیلمو مارکونی (Guglielmo Marconi Airport) – بولونیا
- LIPF – Ferrara Airport – فرارا
- LIPH (TSF) – فرودگاه ترویزو (Sant'Angelo Airport) – ترویزو
- LIPI – Rivolto Air Force Base – Rivolto / اودینه
- LIPK (FRL) – فرودگاه فورلی (L. Ridolfi Airport) – فورلی
- LIPL – Ghedi Airport (military) – Ghedi، استان برشا
- LIPM – Modena Marzaglia Airport – مودنا
- LIPN – Boscomantico Airport – ورونا
- LIPO (VBS) – Montichiari Airport – برشا
- LIPQ (TRS) – فرودگاه فریولی ونتزیا جولیا (Trieste Ronchi dei Legionari Airport) – رونکی دی لجوناری / تریسته
- LIPR (RMI) – فرودگاه فدریکو فلینی – ریمینی
- LIPS – Istrana Air Force Base – ترویزو
- LIPT (VIC) – Vicenza Airport – ویچنزا
- LIPU – Padova Airport (Gino Allegri Airport) – پادووا (Padova)
- LIPV – Venice-Lido Airport (Giovanni Nicelli Airport) – ونیز (Venezia)
- LIPY (AOI) – فرودگاه فالکونارا (Raffaello Sanzio Airport) – آنکونا
- LIPZ (VCE) – فرودگاه ونیز مارکو پولو (Marco Polo Venice Airport) – ونیز (Venezia)
- LIQB (QZO) – Molin Bianco Airport – آرتزو
- LIQL (LCV) – Tassignano Airport – لوکا (ایتالیا)
- LIQN – Rieti Airport (G. Ciuffelli Airport) – ریتی
- LIQS (SAY) – فرودگاه سینا-آمپوگنانو – سیه‌نا
- LIQW – Luni Airport (military/Navy) – سارتسانا، استان جنوا
- LIRA (CIA) – فرودگاه چمپینو، رم (Giovan Battista Pastine Airport) – Rome
- LIRC – Centocelle Air Force Base – Centocelle، استان رم
- LIRE (QLY) – پایگاه نیروی هوایی پراتیکا دی ماره – پومتزیا، استان رم
- LIRF (FCO) – فرودگاه لئوناردو داوینچی-فیومیچینو (Fiumicino International Airport) – Rome
- LIRG – Guidonia Air Force Base – گیدونیا مونتچلیو، استان رم
- LIRI (QSR) – فرودگاه سلرنو کوستا د ملفی – سالرنو
- LIRJ (EBA) – فرودگاه مرینا دیکمپو – کامپو نل البا، الب (جزیره)
- LIRL (QLT) – فرودگاه لتینا (military) – لاتینا
- LIRM – Grazzanise Airport (military) – کسرتا
- LIRN (NAP) – فرودگاه ناپل (Capodichino Airport) – ناپل
- LIRP (PSA) – فرودگاه گالیله (Pisa International Airport) – پیزا
- LIRQ (FLR) – فرودگاه پره‌تولا (Florence Airport) – فلورانس (Firenze)
- LIRS (GRS) – فرودگاه گراستو – گروستو
- LIRU – Rome Urbe Airport – Rome
- LIRV – فرودگاه ویتربو، رم / فرودگاه ویتربو، رم – ویتربو
- LIRZ (PEG) – فرودگاه بین‌المللی پروگیا – پروجا

## LJ –اسلوونی
همچنین رده و فهرست را ببینید.
- LJAJ – فرودگاه ایدوچینا – آیدوشچینا
- LJBL – فرودگاه لسکه-بلد – Lesce
- LJBO – Bovec Airport – بوتس، اسلوونی
- LJCE – فرودگاه سرکلی اب کرکی – Cerklje ob Krki، برژیتسه
- LJCL – فرودگاه سلی – تسلیه (Levec)
- LJLJ (LJU) – فرودگاه ال جوبجانا خوزه پوکنیک (Brnik Airport) – لیوبلیانا
- LJMB (MBX) – فرودگاه ماریبر ادوارد روسجان – ماریبور
- LJMS – Murska Sobota Airport – مورسکا سبتا (Rakičan)
- LJNM – Novo Mesto-Prečna Airport – نوو مستو (Prečna)
- LJPO – Postojna Airport – پستینا
- LJPT – فرودگاه پتوی – پتوی (Moškanjci)
- LJPZ (POW) – فرودگاه پورتوروژ – Portorož
- LJSG – فرودگاه اسلونیچ گرادچ – سلونی گرادتس
- LJSO – Velenje Airport – ولنیه (Lajše)

## LK –جمهوری چک
همچنین رده و فهرست را ببینید.
- LKBA – Břeclav Airport – برژتسلاو
- LKBE – Benešov Airport – بنشوو
- LKBR – فرودگاه بروموف – Broumov
- LKBU – Bubovice Airport – Bubovice
- LKCB – Cheb Airport – خپ
- LKCE – Česká Lípa Airport – چسکا لیپا
- LKCH – Chomutov Airport – خموتو
- LKCM – Medlánky Airport – Medlánky
- LKCS – České Budějovice Airport – چسکه بودیوویتسه
- LKCT – Chotěboř Airport – چوتبور
- LKDK – Dvůr Králové nad Labem Airport – Dvůr Králové nad Labem
- LKHB – فرودگاه هاولیچکوو برود – هاولیچکوو برود
- LKHC – Hořice Airport – Hořice
- LKHD – Hodkovice nad Mohelkou Airport – Hodkovice nad Mohelkou
- LKHN – Hranice Airport – Hranice
- LKHK – Hradec Králové Airport – هرادتس کرالووه
- LKHO (GTW) – Holešov Airport – Holešov
- LKJA – Jaroměř Airport – Jaroměř
- LKJC – فرودگاه ییچین – Jičín
- LKJH – Jindřichův Hradec Airport – ییندرژیخوو هرادتس
- LKJI – Jihlava Airport – ییهلاوا
- LKKB – Praha Kbely – پراگ
- LKKL – Kladno Airport – کلادنو
- LKKO – Kolín Airport – کلین (جمهوری چک)
- LKKR – Krnov Airport – کرنو
- LKKA – Křižanov Airport – Křižanov
- LKKT – Klatovy Airport – کلاتوی
- LKKU (UHE) – فرودگاه کونویچ – Kunovice
- LKKV (KLV) – فرودگاه کارلووی واری – کارلووی واری
- LKKY – Kyjov Airport – Kyjov
- LKLT – Letňany Airport – Letňany
- LKMB – Mladá Boleslav Airport – ملادا بلسلاو
- LKMH – Mnichovo Hradiště Airport – Mnichovo Hradiště
- LKMI – Mikulovice Airport – Mikulovice
- LKMK – Moravská Třebová Airport – Moravská Třebová
- LKMO – Most Airport – موست
- LKMR – Mariánské Lázně Airport – Mariánské Lázně
- LKMT (OSR) – فرودگاه لئوس جانسیک استراوا – استراوا
- LKNM – Nové Město Airport – Nové Město nad Metují
- LKOL (OLO) – Olomouc Airport – اولوموتس
- LKOT – Otrokovice Airfield – Otrokovice
- LKPA – Polička Airport – پولیچکا
- LKPD (PED) – فرودگاه پاردوبیتسه – پاردوبیتسه
- LKPI – Přibyslav Airport – Přibyslav
- LKPL – Letkov Airport – Letkov
- LKPM – Příbram Airport – پرژیبرام
- LKPN – Podhořany Airport – Podhořany
- LKPO (PRV) – Přerov Airport – پرژرو
- LKPR (PRG) – فرودگاه پراگ رازیون – پراگ
- LKPS – Plasy Airport – Plasy
- LKRA – Raná u Loun Airport – Raná u Loun
- LKRK – Rakovník Airport – Rakovník
- LKRO – Roudnice Airport – Roudnice
- LKSA – Staňkov Airport – Staňkov
- LKSK – Skuteč Airport – Skuteč
- LKSN – Slaný Airport – Slaný
- LKSO – Soběslav Airport – Soběslav
- LKSR – Strunkovice Airport – Strunkovice
- LKST – Strakonice Airport – ستراکنیتسه
- LKSU – Šumperk Airport – شومپرک
- LKSZ – Sazená Airport – Sazená
- LKTA – Tábor Airport – تابور
- LKTB (BRQ) – فرودگاه برنو-تورانی – برنو (جمهوری چک)
- LKTC – Točná Airport – Točná
- LKTO – Toužim Airport – Toužim
- LKUO – Ústí nad Orlicí Airport – Ústí nad Orlicí
- LKVL – Vlašim Airport – Vlašim
- LKVM – Vysoké Mýto Airport – Vysoké Mýto
- LKVO – فرودگاه ودوکودی – ودوکودی
- LKVP – Velké Poříčí Airport – ولک پریچی
- LKVR – Vrchlabí Airport – Vrchlabí
- LKVY – Vyškov Airport – ویشکو
- LKZA (ZBE) – Zábřeh Airport – Zábřeh
- LKZB – Zbraslavice Airport – Zbraslavice

## LL –اسرائیل
همچنین رده و فهرست را ببینید.
- LLAZ (GHK) – فرودگاه تک‌بانده غزه (formerly Gush Katif Airport) – خان‌یونس، نوار غزه
- LLBG (TLV) – فرودگاه بین‌المللی بن گوریون – لاد / تل‌آویو
- LLBS (BEV) – فرودگاه بئرشبع (تیمان) (Teyman Airport) – بئرشبع (Be'er Sheva)
- LLEK – پایگاه هوایی تل نوف – پایگاه هوایی تل نوف (Tel Nov)
- LLES – فرودگاه صحرایی این شمر – Ein Shemer (Eyn-Shemer)
- LLET (ETH) – فرودگاه ایلات (J. Hozman Airport) – ایلات
- LLEY (EIY) – فرودگاه صحرایی این یاهاو – Ein Yahav (Eyn-Yahav)
- LLFK – فرودگاه صحرایی فک – Fiq, Golan Heights
- LLHA (HFA) – فرودگاه بین‌المللی حیفا (U. Michaeli Airport) – حیفا
- LLHB – پایگاه هوایی هاتزریم (Hatzerim) – بئرشبع (Be'er Sheva)
- LLHS – پایگاه هوایی هاتزر – Hatzor
- LLHZ – فرودگاه هرتزلیا – هرتزلیا (Herzlia)
- LLIB (RPN) – فرودگاه راش پینا (Ben Ya'aqov Airport) – Rosh-Pina
- LLJR (JRS) – فرودگاه اتاروت (Jerusalem International Airport) – اورشلیم (currently closed)
- LLKS (KSW) – فرودگاه کیریات شنوما – کریات‌شمونا (Kiryat-Shmona)
- LLMG – فرودگاه مگیدو – Megiddo (Meggido)
- LLMR (MIP) – فرودگاه صحرایی میتزپه رامون – Mitzpe Ramon
- LLMZ (MTZ) – فرودگاه صحرایی بار یهودا – ماسادا
- LLNV – پایگاه هوایی نواتیم – Nevatim
- LLOV (VDA) – فرودگاه اوودا – صحرای نگب
- LLRD – پایگاه هوایی رامتا دیوید – Megiddo
- LLRM – پایگاه هوایی رامون – Mitzpe Ramon
- LLSD (SDV) – فرودگاه سد دوم (Dov Hoz Airport) – تل‌آویو
- LLYT (YOT) – فرودگاه یوتواتا – یوت‌واتا (کیبوتص)

## LM –مالت
همچنین رده و فهرست را ببینید.
- LMML (MLA) – فرودگاه بین‌المللی مالت (Luqa Airport) – لاکا
- LMMG (GZM) - بالگردگاه شوکیجا (Gozo Heliport) - جزیره غودش

## LN –موناکو
No airports; helicopter service from فرودگاه نیس کوت دازور in نیس, France
- LNMC (MCM) – فرودگاه هلیکوپتر موناکو – مونت‌کارلو

## LO –اتریش
همچنین رده و فهرست را ببینید.
- LOAG - Krems-Gneixendorf Airfield - Gneixendorf، نیدراسترایش
- LOAN – فرودگاه وینر نویشتات ایست – وینر نویشتات، نیدراسترایش
- LOAV - Vöslau-Kottingbrunn Airfield - باد فوسلائو، نیدراسترایش
- LOGG - Punitz Airfield - گوسینگ، بورگن‌لاند
- LOKF – Feldkirchen Airfield – Ossiacher See، کرنتن
- LOLG – St. Georgen Airfield  – Leutzmannsdorf، نیدراسترایش
- LOLO – Linz Ost Airfield (Linz East Airfield) – لینتس، اوبراسترایش
- LOLW – فرودگاه ولز (اتریش) – ولز (اتریش)، اوبراسترایش
- LOWG (GRZ) – فرودگاه گراتس (Thalerhof Airport) – گراتس، اشتایرمارک
- LOWI (INN) – فرودگاه اینسبروک (Kranebitten Airport) – اینسبروک، تیرول
- LOWK (KLU) – فرودگاه کلاگن‌فورت (Woerthersee Airport) – کلاگن‌فورت، کرنتن
- LOWL (LNZ) – فرودگاه لینز (Blue Danube Airport) – لینتس، اوبراسترایش
- LOWS (SZG) – فرودگاه زالتسبورگ (W. A. Mozart Airport) – زالتسبورگ، زالتسبورگ
- LOWW (VIE) – فرودگاه بین‌المللی وین (Schwechat Airport) – شوخات، نیدراسترایش
- LOXA - Aigen-Fiala Fernbrugg Air Base - ایگن ایم انستال، اشتایرمارک
- LOXE - Austrian Air Force-internal designation of الینس‌تستج-Military Airfield (not officially listed by ICAO)
- LOXG - Austrian Air Force-designation of Graz-Nittner Air Base at فرودگاه گراتس (LOWG)
- LOXL - Austrian Air Force-designation of Linz-Vogler Air Base at فرودگاه لینز (LOWL)
- LOXN - Wiener Neustadt West Airport - وینر نویشتات، نیدراسترایش
- LOXT - Langenlebarn Air Base also known as فلیگرهورست بروموسکی - تولن، نیدراسترایش
- LOXW - Austrian Air Force-designation of فرودگاه بین‌المللی وین (LOWW)
- LOXZ – Zeltweg Air Base – Zeltweg، اشتایرمارک

## LP –پرتغال
همچنین رده و فهرست را ببینید.
- LPAR – Alverca Air Base – آلورکا دو ریباتژو، ویلا فرانکا د شیرا
- LPAV – فرودگاه سائو جکینتو (Aveiro Airport) – آویرو
- LPBG (BGC) – Bragança Airport – براگانسا
- LPBJ (BYJ) - پایگاه هوایی بیجا/فرودگاه بژا – بژا (پرتغال)
- LPBR (BGZ) – Braga Airport – Palmeira، براگا
- LPCH (CHV) – Chaves Airport – شاوس
- LPCO (CBP) – فرودگاه کویمبرا (Antanhol / Cernache /کویمبرا) فرودگاه کویمبرا – کویمبرا
- LPCS – Tires Airport، São Domingos da Rana, (Cascais Airport) Tires,Cascais – کشکایش / اشتوریل - سینترا Coast / Greater Lisbon
- LPCV (COV) – Covilhã Airport – کوویلیا / Cova da Beira / گوآردا / بیرا / Serra da Estrela
- LPEV – فرودگاه اوورا – اوورا / Alentejo Central
- LPFR (FAO) – فرودگاه فارو – فارو (پرتغال) / الگاروه Int. Faro
- LPIN – Espinho Airport – Paramos / Silvalde/اسپینیو
- LPLG - Brigadeiro Franco Airport لاگوس (پرتغال)، الگاروه Barlavento Algarvio - Lagos/ سیلوس (پرتغال) / Vila do Bispo area.
- LPMC -ماکدو د کاوالیروس
- LPMF – Monfortinho Airport – Monfortinho، Idanha-a-Nova
- LPMI – Mirandela Airport – میراندلا
- LPMO – Montargil Airport – Montargil، پونتا د سور
- LPMR – پایگاه هوایی مونت ریل – Monte Real، لیریا
- LPMT – Montijo Air Base – Montijo
- LPMU - Mogadouro Aerodrome - Mogadouro
- LPOT –  Ota Air Base  – Ota، Alenquer
- LPOV – Ovar Air Base – Maceda، اوار
- LPPM (PRM) – فرودگاه پورتیمائو – Montes de Alvor / Penina  / Alvor، پرتیمانو، Barlavento Algarvio
- LPPR (OPO) - فرودگاه فرنسیسکو جسا کارنئیرو Int. – پورتو / پورتو – Pedras Rubras، Moreira، مایا، پرتغال;Greater Porto area:ماتوسینوس، ویلا دو کنده، مایا، پرتغال، Grande Porto
- LPPT (LIS) – فرودگاه لیسبون پورتلا (Lisbon Airport), لیسبون / لیسبون – Portela، لیسبون / Prior Velho، لورس ( لیسبون) Int.
- LPPV – Praia Verde Airport – Praia Verde، Altura Castro Marim / تاویرا / Sotavento area.
- LPSC – Santa Cruz Airport، Santa Cruz، تورس ودراس
- LPSI (SIE) – Sines Airport – ساینس، پرتغال /Alentejo Litoral
- LPSR – فرودگاه سانتارم استاد ویلسون فونسکا – سانتاری
- LPST – Sintra Air Base – Granja do Marquês / Pero Pinheiro، سینترا
- LPTN – Tancos Air Base – Tancos، Vila Nova da Barquinha، Médio Tejo
- LPVL – Maia Airport {Maia Airfield} (Vilar da Luz Airport) – مایا، پرتغال
- LPVM – Vilamoura Airport – Vilamoura / کوارتیرا، لوله TERMINATED
- LPVR (VRL) – فرودگاه ویلا رئال – ویلا رئال / Alto دورو (رود)
- LPVZ (VSE) – فرودگاه ویزئو (Gonçalves Lobato Airport) – Lordosa، ویزئو (ویزئو)

### آزور
- LPAZ (SMA) – فرودگاه سانتا ماریا (آزور) – Santa Maria Island / Vila do Porto
- LPCR (CVU) – فرودگاه کوروو – Corvo Island / Vila do Corvo
- LPFL (FLW) – فرودگاه فلورس – Flores Island / Santa Cruz das Flores
- LPGR (GRW) – فرودگاه گراسیسا – Graciosa Island / Santa Cruz da Graciosa
- LPHR (HOR) – فرودگاه هرتا – اورتا، Faial Island
- LPLA (TER) – فرودگاه لایس فیلد Int. – Terceira Island /پرایا دا ویتوریا /آنگرا دو هروئیسمو area
- LPPD (PDL) – Ponta Delgada فرودگاه ژان پائولو دوم,formerlyNordela Int. – پونتا دلگادا، São Miguel Island
- LPPI (PIX) – فرودگاه پیکو – Pico Island (Madalena، São Roque do Pico، Lajes do Pico)
- LPSJ (SJZ) – فرودگاه سائو گجاورخه – São Jorge Island /Velas

### مادیرا
- LPMA (FNC) – فرودگاه مادیرا Int. (Funchal Airport) – فونچال، مادیرا (سانتا کروز، مادیرا) /فونچال area {Madeira Island}
- LPPS (PXO) – فرودگاه پورتو سانتو – ویلا بالیرا (نام دیگر: پورتو سانتو) / ویلا بالیرا {Porto Santo Island}

## LQ –بوسنی و هرزگوین
همچنین رده و فهرست را ببینید.
- LQBI – Bihać Airport – بیهاچ
- LQBK (BNX) – فرودگاه بین‌المللی بانیا لوکا – بانیا لوکا
- LQBU – فرودگاه بین‌المللی سارایوو – سارایوو
- LQBZ – Banja Luka Zalužani Airport – بانیا لوکا
- LQCO – Ćoralići Airport – Ćoralići
- LQGL – Glamoč Airport – Glamoč
- LQJL – Tuzla Jegen Lug Airport – توزلا
- LQKU – Kupres Bajramovići Airport – Kupres
- LQLV – فرودگاه لیونو – لیونو
- LQMJ – Mostar Jasenica Airport – موستار
- LQMO (OMO) – فرودگاه بین‌المللی مووستار – موستار
- LQPD – Prijedor Airport – پرییدور
- LQSA (SJJ) – فرودگاه بین‌المللی سارایوو – سارایوو
- LQSV – Sarajevo Military Airport – سارایوو
- LQTG – Tomislavgrad Airport – تومسیلاوگراد
- LQTR – Novi Travnik Airport – نووی تراونیک
- LQTZ (TZL) – فرودگاه بین‌المللی توزلا – توزلا
- LQVI – Visoko Airport – Visoko

## LR –رومانی
همچنین رده و فهرست را ببینید.
- LRAR (ARW) – فرودگاه بین‌المللی آراد – آراد (رومانی)
- LRBC (BCM) – فرودگاه بین‌المللی باکائو – باکائو
- LRBG – IAR Gimbav Heliport – براشوف
- LRBM (BAY) – فرودگاه بایا ماره – بایا ماره
- LRBS (BBU) – فرودگاه بین‌المللی اورل ولایکو – بخارست
- LRCK (CND) – فرودگاه بین‌المللی میهایل کوگیالنیچونو – کونستانس
- LRCL (CLJ) – فرودگاه بین‌المللی کلوژ-نپوکا – کلوژ-نپوکا
- LRCS (CSB) – فرودگاه کرنسبش – رشیتسا
- LRCV (CRA) – فرودگاه کرایووا – کرایووا
- LRIA (IAS) – فرودگاه بین‌المللی یاش – یاش
- LROD (OMR) – ارادیا اینترنشنل ایرپرت – اورادئا
- LROP (OTP) – فرودگاه بین‌المللی هنری کواندا – بخارست
- LRSB (SBZ) – فرودگاه بین‌المللی سیبیو – سیبیو
- LRSM (SUJ) – فرودگاه بین‌المللی ستو ماره – ستو ماره
- LRSV (SCV) – فرودگاه سوچاوا – سوچاوا
- LRTC (TCE) – فرودگاه تولچه – تولچه
- LRTM (TGM) – فرودگاه بین‌المللی ترگو مورش – ترگو مورش
- LRTR (TSR) – فرودگاه بین‌المللی ترایان وویا – تیمیشوارا

## LS –سوئیس
همچنین رده و فهرست را ببینید.
Also see LF – France above, for فرودگاه باسل-مولهووس-فریبورگ اروپا (یاتا: LFSB، ایکائو: BSL,MLH)
- LSER – Raron Heliport – Raron
- LSEZ – Zermatt Heliport – زرمات
- LSGB – Bex Airport – Bex
- LSGC (ZHV) – فرودگاه لس اپلاتورس – لشو دو فوند
- LSGE – Fribourg-Ecuvillens Airfield – Ecuvillens
- LSGG (GVA) – فرودگاه بین‌المللی ژنو – ژنو
- LSGK (VVL) – Saanen Airport – Saanen
- LSGL (QLS) – فرودگاه لوزان – لوزان / Blécherette
- LSGN (QNC) – فرودگاه نوشاتل – نوشاتل
- LSGP – فرودگاه لا کوته – La Côte
- LSGR – Reichenbach Airport – Reichenbach
- LSGS (SIR) – فرودگاه سیون – سیون، سوئیس (ICAO code applies to civilian airport)
- LSGT – Gruyères Airport – گرویر
- LSGY – Yverdon-les-Bains Airport – ایوردون لبن
- LSHC – Collombey-Muraz Heliport – Collombey-Muraz
- LSHG – Gampel Heliport – Gampel
- LSMA – Alpnach Air Base – Alpnach (military)
- LSMD – Dübendorf Air Base – دوباندورف (military)
- LSME – Emmen Air Base – آمن، سوئیس (military)
- LSMF (ATC) - Mollis Airport - Mollis
- LSMM – Meiringen Air Base – Meiringen (military)
- LSMP – فرودگاه پیرن – پیرن (military)
- LSMS – فرودگاه سیون – سیون، سوئیس (military)
- LSPA – Amlikon Airport – Amlikon
- LSPD – Dittingen Airport – Dittingen
- LSPF – Schaffhausen Airport – شفوزان
- LSPG – Kägiswil Airport – Kägiswil
- LSPH – Winterthur Airport – ونترتور
- LSPK – Hasenstrick Airport – Hasenstrick
- LSPL – Langenthal Airport – لانژانتل، سوئیس
- LSPM – فرودگاه امبری – امبری
- LSPN – Triengen Airport – Triengen
- LSPO – Olten Airport – اولتان
- LSPV – Wangen-Lachen Airport – Wangen-Lachen
- LSTB – Bellechasse Airport – Bellechasse, ایالت فریبورگ
- LSTO – Môtiers Airport – Môtiers
- LSTR – Montricher Airport – Montricher
- LSTS – St. Stephan Airport – St. Stephan
- LSXB – بالزرس – بالزرس
- LSXG – Gsteigwiler Heliport – Gsteigwiler
- LSXI – Interlaken Heliport – اینترلاکن
- LSXK – Benken Heliport – Benken
- LSXL – Lauterbrunnen Heliport – Lauterbrunnen
- LSXO – Trogen Heliport – Trogen
- LSXS – Schindellegi Heliport –  Schindellegi
- LSXT – Trogen Heliport – Trogen
- LSXU – Untervaz Heliport – Untervaz
- LSXW – Würenlingen Heliport – Würenlingen
- LSXY – Leysin Heliport – Leysin
- LSZA (LUG) – فرودگاه لوگانو – لوگنو / انیو، سوئیس
- LSZB (BRN) – فرودگاه برن – برن / Belp
- LSZC (BXO) – Buochs Airport – Buochs
- LSZD – Ascona Airport – ازکونا
- LSZE – Bad Ragaz Airport – Bad Ragaz
- LSZF – Birrfeld Airport – Birrfeld
- LSZG (ZHI) – فرودگاه گرانشان – گرانشان
- LSZH (ZRH) – فرودگاه زوریخ (Kloten Airport) – زوریخ / کولتان
- LSZI – Fricktal-Schupfart Airport – Fricktal-Schupfart
- LSZJ – Courtelary Airport – Courtelary
- LSZK – Speck-Fehraltorf Airport – Speck-Fehraltorf
- LSZL (ZJI) – فرودگاه لوکارنو – لوکارنو
- LSZN – Hausen am Albis Airport – Hausen am Albis
- LSZO – Luzern-Beromünster Airport – Luzern-Beromünster
- LSZP – Biel-Kappelen Airport – Biel-Kappelen
- LSZR (ACH) – فرودگاه سنت گالن-آلترنهاین – سنت گالن / Altenrhein
- LSZS (SMV) – فرودگاه سمدن (Engadin Airport) – Samedan
- LSZT – Lommis Airport – Lommis
- LSZU – Buttwil Airport – Buttwil
- LSZV – Sitterdorf Airport – Sitterdorf
- LSZW – Thun Airport – تون (سوئیس)
- LSZX – Schänis Airport – Schänis
- LSZY – Porrentruy Airport – پورانترویی

## LT –ترکیه
همچنین رده و فهرست را ببینید.
- LTAB - پایگاه هوایی ارتشی گورسینلیک آنکارا –
- LTAC (ESB) – فرودگاه بین‌المللی اسن‌بوغا – آنکارا
- LTAD (ANK) – پایگاه هوایی اتیمسگوت – آنکارا
- LTAE – پایگاه هوایی اکینچی – آنکارا
- LTAF (ADA) – فرودگاه آدانا – آدانا
- LTAG – پایگاه هوایی اینسرلایک – آدانا
- LTAH (AFY) – فرودگاه افیون قره‌حصار – افیون قره‌حصار
- LTAI (AYT) – فرودگاه آنتالیا – آنتالیا
- LTAJ (GZT) – فرودگاه اوگوزلی – غازی عینتاب
- LTAK – İskenderun Airport – اسکندرون، استان ختای
- LTAL (KFS) – Kastamonu Airport – قسطمونی
- LTAM – فرودگاه بین‌المللی ارکیلت – قیصریه
- LTAN (KYA) – فرودگاه قونیه – قونیه
- LTAO – Malatya Tulga Airport – ملطیه
- LTAP (MZH) – فرودگاه اماسیا مرزیفون – مرزیفون، آماسیه
- LTAQ (SSX) – Samsun Samair Airport – صامسون
- LTAR (VAS) – فرودگاه سیواس – سیواس
- LTAS (ONQ) – فرودگاه زونگولداغ – زونگولداغ
- LTAT (MLX) – فرودگاه ارهاچ – ملطیه
- LTAU (ASR) – فرودگاه بین‌المللی ارکیلت – قیصریه
- LTAV – Sivrihisar Air Base – سیوری‌حصار، اسکی‌شهر
- LTAW (TJK) – فرودگاه توقات – توقات
- LTAX – Erdemir Airport – کارادنیز ارغلی، زونگولداغ
- LTAY (DNZ) – فرودگاه دنیزلی کاردیک – دنیزلی
- LTAZ (NAV) – فرودگاه نوشهر کاپادوکیه – نوشهر (ترکیه)
- LTBA (IST) – فرودگاه بین‌المللی آتاترک – استانبول
- LTBC – Alaşehir Airport – آلاشهر، مانیسا
- LTBD – Aydın Airport – آیدین
- LTBE (BTZ) – Bursa Airport – بورسا
- LTBF (BZI) – فرودگاه بالیکسیر – بالیکسیر
- LTBG (BDM) – فرودگاه باندیرما – باندیرما، بالیکسیر
- LTBH (CKZ) – فرودگاه ساناککاله – چاناق‌قلعه
- LTBI (ESK) - فرودگاه اسکی‌شهر - اسکی‌شهر
- LTBJ (ADB) – فرودگاه عدنان مندرس – ازمیر
- LTBK – پایگاه هوایی گازیمیر – ازمیر
- LTBL (IGL) – پایگاه هوایی چیگلی – ازمیر
- LTBM – Isparta Airport – اسپارتا
- LTBN – Kütahya Airport – کوتاهیه
- LTBO (USQ) - فرودگاه اوشاک - عشاق
- LTBP (TYA) – Yalova Airport – یالوا
- LTBQ (KCO) – ایستگاه هوایی نیروی دریایی سنگیز توپل – ازمیت
- LTBR (YEI) – فرودگاه ینی‌شهر – بورسا
- LTBS (DLM) – فرودگاه دالامان – دالامان، موغله
- LTBT – Akhisar Airport – آق‌حصار، مانیسا
- LTBU (TEQ) – فرودگاه تکیرداغ چورلو – چورلو، تکیرداغ
- LTBV (BXN) – فرودگاه بودروم-یمسیک – بودروم
- LTBW – فرودگاه صحرایی ایستانبول هزارفن – استانبول
- LTBX – پایگاه هوایی ارتشی استانبول سماندیرا – استانبول
- LTBY (AOE) – فرودگاه آنادولو – اسکی‌شهر
- LTBZ – Zafer Airport – کوتاهیه
- LTCA (EZS) – فرودگاه الازیغ – الازیغ
- LTCB – Ağrı Airfield – آغری
- LTCC (DIY) – فرودگاه دیاربکر – دیاربکر
- LTCD (ERC) – فرودگاه ارزنجان – ارزنجان
- LTCE (ERZ) – فرودگاه ارزروم – ارزروم
- LTCF (KSY) – فرودگاه قارص – قارص
- LTCG (TZX) – فرودگاه ترابزون – ترابزون
- LTCH (SFQ) – فرودگاه شانلی‌اورفه – شانلی‌اورفه
- LTCI (VAN) – فرودگاه فرید ملن – وان
- LTCJ (BAL) – فرودگاه باتمان – باتمان
- LTCK (MSR) – فرودگاه موش – موش
- LTCL (SXZ) – فرودگاه سیرت – سعرد
- LTCM (NOP SIC) – فرودگاه سینوپ – سینوپ
- LTCN (KCM) – فرودگاه قهرمان‌مرعش – قهرمان‌مرعش
- LTCO (AJI) – فرودگاه آغری – آغری
- LTCP (ADF) – فرودگاه آدیامان – آدیامان
- LTCR (MQM) – فرودگاه ماردین – ماردین
- LTCS (GNY) – فرودگاه شانلی‌اورفه – شانلی‌اورفه
- LTDA (HTY) – فرودگاه هاتای – انتاکیه، استان ختای
- LTFA – Kaklıç Airport – ازمیر
- LTFB – Selçuk-Efes Airport – سلجوک، ازمیر
- LTFC (ISE) – فرودگاه اسپارتا سلیمان دمیرل – اسپارتا
- LTFD (EDO) – فرودگاه ادرمیت کورفز – ادرمیت، بالیکسیر
- LTFE (BJV) – فرودگاه میلاس-بودروم – میلاس، موغله
- LTFG (GZP) – فرودگاه گازیپاسا – غازی‌پاشا، آنتالیا
- LTFH (SZF) – فرودگاه چهارشنبه سامسون – صامسون
- LTFJ (SAW) – فرودگاه بین‌المللی صبیحه گوکچن – استانبول
- LTFK (GKD) – فرودگاه گوکچه‌آدا - Gökçeada ، چاناق‌قلعه

## LU –مولداوی
همچنین رده و فهرست را ببینید.
- LUBL (BZY) – فرودگاه بین‌المللی بالتی – بالتی
- LUBM – پایگاه نیروی هوایی مارکولستی – Mărculeşti
- LUCH – فرودگاه بین‌المللی کاهول – Cahul
- LUCL – فرودگاه چادیر لونگا – Chadyr Lunga
- LUCM – Camenca Airport – Camenca
- LUKK (KIV) – فرودگاه بین‌المللی کیشیناو – کیشیناو
- LUSR – Soroca Airport – Soroca
- LUTG – Tighina Airport –  Tighina
- LUTR – Tiraspol Airport – تیراسپول

## LV –سرزمین‌های فلسطین
همچنین رده و فهرست را ببینید.
- LVGZ (GZA) – فرودگاه بین‌المللی یاسر عرفات (formerly Gaza International Airport) – رفح

Also see LL – Israel section above, for:
- فرودگاه تک‌بانده غزه
- فرودگاه اتاروت

## LW –جمهوری مقدونیه
همچنین رده و فهرست را ببینید.
- LWOH (OHD) – فرودگاه اورکید سنت. پل دا اپوستل – اوهرید
- LWSK (SKP) – فرودگاه اسکندر کبیر اسکوپیه – اسکوپیه

## LX –جبل طارق
همچنین رده و فهرست را ببینید.
- LXGB (GIB) – فرودگاه جبل الطارق – جبل طارق

## LY –صربستانandمونته‌نگرو

### صربستان
همچنین رده و فهرست را ببینید.
- LYBE (BEG) – فرودگاه بلگراد نیکولا تسلا – بلگراد
- LYBT (BJY) – پایگاه هوایی باتاینیکا – Batajnica / بلگراد
- LYBJ (LJB) – فرودگاه لیسیجی جاراک – Padinska Skela / بلگراد
- LYKV (KVD) – فرودگاه موراوا – کرالیفو
- LYNI (INI) – فرودگاه کنستانتین بزرگ در نیش – نیش
- LYNS (QND) – فرودگاه نوووی ساد – نووی ساد
- LYTR (TRE) – فرودگاه ترستنیک – Trstenik
- LYUZ (UZC) – فرودگاه اوزیک-پونیکوه – اوژیتسه
- LYVR (VRC) – فرودگاه بین‌المللی ورشاتس – فرشاس
- LYZR (ZRE) – فرودگاه زرنیانین – زرنجانین

### مونته‌نگرو
همچنین رده و فهرست را ببینید.
- LYBR (IVG) – فرودگاه برانه – برانه، مونته‌نگرو
- LYPJ (none) – پایگاه هوایی پودگوریتسا – گولوبوفتسی، مونته‌نگرو
- LYNK – فرودگاه نیکشیچ – نیکشیچ، مونته‌نگرو
- LYPG (TGD) – فرودگاه پودگوریتسا – پودگوریتسا، مونته‌نگرو
- LYPO – فرودگاه کمووسکو پولی – پودگوریتسا، مونته‌نگرو
- LYTV (TIV) – فرودگاه تیوات – تیوات، مونته‌نگرو

## LZ –اسلواکی
همچنین رده و فهرست را ببینید.
- LZIB (BTS) – فرودگاه‌ام. آر. استفانیک (Bratislava Airport) – براتیسلاوا
- LZKZ (KSC) – فرودگاه بین‌المللی کوشیتسه – کوشیتسه
- LZMA — فرودگاه مارتین (اسلواکی) — Martin
- LZMC - پایگاه هوایی مالاکی - مالاتسکی
- LZZI (ILZ) – فرودگاه ژیلینا – ژیلینا
- LZNI – Nitra Airport – نیترا
- LZNZ – Nové Zámky Airport – نوه زامکی
- LZPP (PZY) – فرودگاه پییشتانی – پیه‌شتانی
- LZSE – فرودگاه سنیکا – سنیتسا
- LZSL (SLD) – فرودگاه سیلاچ – سلیاچ
- LZSY – Šurany Airport – Šurany
- LZTN - فرودگاه ترنچین - ترنچین
- LZTR – Boleráz Airport – ترناوا
- LZTT (TAT) – فرودگاه پپراد تاتری – پوپراد